# Arnakuagsak
Dans la mythologie inuit, Arnakuagsak (« vieille femme de la mer ») est une des plus importantes divinités inuits.
Noms alternatifs : Arnarquagsag, Arnakua'gsak

## Fonctions
Arnakuagsak est l'une des premières divinités de la religion Inuit, qui avait la responsabilité de s'assurer que les chasseurs puissent attraper assez de nourriture afin que le peuple reste fort et en bonne santé. 

## Culte
Arnakuagsak fut principalement idolâtrée au Groenland mais était similaire et est parfois considérée, en tant que déesse liée à la chasse en mer, comme l'équivalent des déesses canadiennes Sedna et Arnapkapfaaluk ainsi qu'à la déesse alaskienne Nerrivik.